# Штутгартская городская электричка
Штутгартская городска́я электри́чка (S-Bahn) (нем. S-Bahn Stuttgart) — городская электричка, один из главных видов общественного транспорта в Штутгарте, его пригородах и близлежащих регионах Эсслинген, Бёблинген, Людвигсбург и Ремс-Мур. Вместе с городскими и региональными железными дорогами составляет основу рельсового городского и пригородного транспорта. Количество перевезённых пассажиров с момента официального открытия составляет на сегодняшний день 2,86 миллиарда человек.

## История

### Предыстория
В 1931 году участки железнодорожных линий, ведущие от центрального вокзала Штутгарта в сторону Эслингена и Людвигсбурга, были электрифицированы и расширены до четырёх путей, два из которых были предназначены для пригородного сообщения. В том же году на этих линиях началась эксплуатация новых подвижных составов серии 465, которые были разработаны специально для штутгартского пригородного сообщения. В послевоенное время к первоначальным веткам добавлялись новые.

### Планирование и реализация
С 1950 года началась разработка планов по расширению пригородного сообщения и создания сети S-Bahn с использованием туннелей в городской черте и проходных подземных перронов под главным вокзалом. Общая стоимость работ оценивалась в 597 млн. немецких марок, из которых 50% финансировало федеральное правительство, 30% земля Баден-Вюртемберг и 20% город Штутгарт и прилегающие коммуны.

Строительные работы начались в 1971 году с создания туннеля между главным вокзалом и будущей станцией Швабштрассе. К 1980 году планировалось построить 164 км путей, которые соединили бы 64 города со столицей земли. 29 сентября 1978 года начала свою работу основная сеть, состоящая из 3 линий и охватывающая 64 км путей. Одновременно шло дальнейшее строительство на участках Людвигсбург – Битигхайм и Бад-Канштатт – Вайблинген. К 1981 году общая длина путей достигла 132 км, а число станций выросло до 53. Сеть S-Bahn охватила города Шорндорф, Битигхайм-Биссинген и Бакнанг.

### Развитие сети

#### Основные линии
На момент введения новой сети пригородных поездов существовало три регулярных линии, начинающиеся на новой станции Швабштрассе:
- S 1 Швабштрассе – Плохинген
- S 5 Швабштрассе – Людвигсбург
- S 6 Швабштрассе – Вайль-дер-Штадт

#### Расширения
28 сентября 1980 года была введена в эксплуатацию линия S4, которая проходила параллельно с линией S5 до Людвигсбурга и заканчивалась в Марбахе. 30 мая 1981 года линия S5 была продлена до станции Битигхайм.

27 сентября 1981 года последними были введены в эксплуатацию линии S2 Швабштрассе – Шорндорф и S3 Швабштрассе – Бакнанг.

После завершения строительства туннеля Хазенберг между станциями Швабштрассе и Фаихинген были проблены линии: S1 до Бёблингена, S2 и S3 до Фаихингена.

28 мая 1989 года линия S2 продвинулась в сторону штутгартского аэропорта до станции Оберайхинген.

6 декабря 1992 года линия S1 была продлена от Бёблингена до станции Херренберг.

18 апреля 1993 года линии S2 и S3 достигли аэропорта Штутгарт. Впоследствии линия S2 была продлена до города Фильдерштадт.

Последними крупными увеличениями сети S-Bahn стали продление в декабре 2009 года линии S1 от Плохингена до станции Кирхгайм, а также введение в эксплуатацию в июле 2010 года новой линии S60, которая является ответвлением линии S6 и соединяет Реннинген и Бёблинген.
|  |  |  |

## Линии
| Линия | Маршрут | Длина | Количество станций | Время в пути |
| ----- | --- | ----- | ------------------ | ------------ |
| S 1   | Кирхгайм – Вендлинген – Вернау – Плохинген – Эсслинген – Штутгарт – Бёблинген – Гертринген – Нуфринген – Херренберг                                     | 71 км | 29                 | 82 мин       |
| S 2   | Шорндорф – Винтербах – Ремсхальден – Вайнштадт – Кернен – Вайблинген – Фелльбах – Штутгарт – Лайнфельден-Эхтердинген – аэропорт Штутгарт – Фильдерштадт | 57 км | 27                 | 68 мин       |
| S 3   | Бакнанг – Винненден – Швайкхайм – Вайблинген – Фелльбах – Штутгарт – Лайнфельден-Эхтердинген – аэропорт Штутгарт                                        | 53 км | 23                 | 61 мин       |
| S 4   | Штутгарт – Корнвестхайм – Людвигсбург – Фрайберг – Беннинген – Марбах – Эрдманнхаузен – Кирхберг – Бургштеттен – Бакнанг                                | 41 км | 17                 | 49 мин       |
| S 5   | Штутгарт – Корнвестхайм – Людвигсбург – Асперг – Тамм – Битигхайм-Биссинген                                                                             | 26 км | 12                 | 30 мин       |
| S 6   | Штутгарт – Корнталь – Вайлимдорф – Дитцинген – Леонберг – Рутесхайм – Реннинген – Вайль-дер-Штадт                                                       | 35 км | 17                 | 43 мин       |
| S 60  | Штутгарт – Корнталь – Вайлимдорф – Дитцинген – Леонберг – Рутесхайм – Реннинген – Магштадт – Зиндельфинген – Бёблинген                                  | 45 км | 21                 | 58 мин       |

## Подвижной состав
С 1933 года на первых пригородных линиях эксплуатировались поезда серии 465 с электрической тягой.  Начиная с 1969 года они заменялись на новые электропоезда серии DB420. С 1998 года парк поездов расширился за счёт новой модели DB423. Начиная с 2013 года на смену устаревшим моделям 420 пришли поезда серии DB430. На сегодняшний день в Штутгарте все поезда серии 420 заменены на новые и полностью выведены из эксплуатации.
Поезда серии DB430 обслуживают линии  S1,S2 и S3. Поезда серии DB423 обслуживают линии S4,S5, S6 и S60.
|              | Тип DB 465                     | Тип DB 420                                       | Тип DB 423                           | Тип DB 430             |
| ------------ | ------------------------------ | ------------------------------------------------ | ------------------------------------ | ---------------------- |
|              |                                |                                                  |                                      |                        |
| Завод        | Maschinenfabrik Esslingen, BBC | MAN, WMD, LHB, MBB, O&K, Uerdingen, Waggon-Union | Adtranz, Alstom LHB, ABB, Bombardier | Alstom LHB, Bombardier |
| Производство | 1933–1939                      | 1969—1997                                        | 1998—2007                            | 2012—                  |
| Тара         | 62,0 т                         | 139,8 т                                          | 105,0 т                              | 119,0 т                |
| Длина        | 20500 мм                       | 67400 мм                                         | 67400 мм                             | 68300 мм               |
| Ширина       |                                | 3080 мм                                          | 3020 мм                              | 3020 мм                |
| Высота       |                                | 3760 мм                                          | 3785 мм                              | 4273 мм                |
| Скорость     | 85 км/ч                        | 120 км/ч                                         | 140 км/ч                             | 140 км/ч               |
| Ускорение    |                                | 1,0 м/с²                                         | 1,0 м/с²                             |                        |
| Мощность     | 804 кВт                        | 2400 кВт                                         | 2350 кВт                             | 2350 кВт               |
| Сидячих мест | 111                            | 194                                              | 192                                  | 184                    |
| Стоячих мест |                                | 254                                              | 352                                  | 296                    |